# Junior Olaitan
Junior Olaitan (Porto Novo, 9 de mayo de 2002) es un futbolista beninés que juega en la demarcación de centrocampista para el Göztepe S. K. de la Superliga de Turquía.

## Selección nacional
Hizo su debut con la selección de fútbol de Benín en un partido de clasificación para la Copa Mundial de Fútbol de 2022 contra Madagascar que finalizó con un resultado de 0-1 tras un gol de Steve Mounié.

### Goles internacionales
| # | Fecha              | Estadio                                     | Oponente | Gol | Resultado | Competición                                             |
| - | ------------------ | ------------------------------------------- | -------- | --- | --------- | ------------------------------------------------------- |
| 1 | 4 de junio de 2022 | Estadio Abdoulaye Wade, Diamniadio, Senegal | Senegal  | 3-1 | 3-1       | Clasificación para la Copa Africana de Naciones de 2023 |

## Clubes
| Club                        | País    | Año       | Partidos | Goles |
| --------------------------- | ------- | --------- | -------- | ----- |
| Ayema FC                    | Benín   | 2019-2022 | 28       | 10    |
| Chamois Niortais F. C. II   | Francia | 2022      | 4        | 2     |
| Chamois Niortais F. C.      | Francia | 2022-2023 | 46       | 6     |
| E. S. Troyes A. C. (cedido) | Francia | 2023-2024 | 20       | 0     |
| Grenoble Foot 38            | Francia | 2024-2025 | 25       | 4     |
| Göztepe S. K.               | Turquía | 2025-     |          |       |